# 阿科普·索杰
伊多罗·阿科普耶尔·乌祖玛·索杰（拉丁字母：Idoro Akpoeyere Ujoma Sodje），即阿科普·索杰（Akpo Sodje，1980年1月31日—）是一名已退役尼日利亚裔英格兰足球运动员，司职中锋。索杰的职业生涯大部分时间在英格兰低级别联赛球队度过，由于奇特而多彩的发型，他经常是球场上最容易被辨认出的球员。他曾在2012年效力于中国足球超级联赛球队天津泰达半年，是中国足球超级联赛历史上首名英格兰籍球员（不计中超联赛的前身甲A联赛）。

## 俱乐部生涯
2001年，索杰在英甲联赛（第二级别）球队女王公园巡游者开始职业生涯，但他并没有代表女王公园巡游者在正式比赛中出场。2001年3月他被租借到议会全国联赛球队斯蒂文尼奇。 3月31日，索杰第一次联赛出场比赛即取得进球，帮助斯蒂文尼奇2比1击败莫克姆。 索杰在2001年夏季转会议会全国联赛球队馬格特，之后一直在英格兰非职业足球联赛效力，如议会全国联赛球队格拉维森和诺思弗利特、依斯米安超级联赛组球队海布里奇雨燕和英格兰足球南部联赛球队伊里斯和贝尔维蒂。
2004年9月，索杰再次得到职业联赛出场的机会。英格兰足球甲级联赛（第三级别）球队哈德斯菲尔德和他签约三个月，他签约的原因被认为是由于他的哥哥埃菲·索杰当时是哈德斯菲尔德的队长。 9月11日，索杰在哈德斯菲尔德客场3比0击败韦尔港的比赛第86分钟替补出场，首次在职业联赛中亮相。11月，哈德斯菲尔德和他续约半年，但他大部分时间都在预备队度过。2005年3月索杰凭借在试训时的精彩表现被租借到英格兰足球乙级联赛球队达灵顿。 他在联赛的最后一轮达灵顿主场3比1击败切尔滕汉姆的比赛中打进足球生涯的首个职业联赛进球。2005年5月，索杰被哈德斯菲尔德解约。 索杰很快就和达灵顿签约征战2005/06赛季英乙联赛，他在该赛季各项正式比赛中出场39次进8球，其中包括8月27日4比4平切斯特城的帽子戏法。他的表现受到英甲球队韦尔港领队马丁·福伊尔的青睐，并在2006年5月签约韦尔港。
索杰在2006/07赛季和里昂·康斯坦丁组成韦尔港队的多产前锋线，两人在整个赛季中总共射进42球，其中16球来自索杰。2007年3月10日，索杰在韦尔港客场5比1击败罗瑟勒姆的比赛中打进4球，成为自1893年刘易斯·坎贝尔后韦尔港俱乐部首位能够在客场射进4球的球员。 赛季结束后，他凭借其精彩的表现当选为韦尔港赛季最佳球员。
虽然索杰在2007/08赛季开始前宣布其赛季目标是超越康斯坦丁在上赛季射进26球的记录，率领球队升级到英格兰足球冠军联赛，但之后在他的强烈要求下，韦尔港将其放入球队的转会名单中。 2007年8月，英冠球队谢周三和索杰签约三年，转会费并未透露（估计是30万英镑）。
2009年11月14日，索杰被短期租借到英甲球队查尔顿28天，和他的哥哥萨姆·索杰会合。 转会当天他就代表查尔顿出场，7天后，他在萨姆·索杰被罚下场后射进加盟查尔顿的首个进球，对手是约维尔。2010年1月31日，索杰再次被租借到查尔顿至赛季结束，并在5月20日正式转会加盟查尔顿。但在2010/11赛季，索杰只能以替补身份出场，他在赛季的唯一一个进球是在第一轮1比0击败伯恩茅斯的比赛中射进的。
2011年1月31日，索杰免费加盟苏格兰足球超级联赛球队希伯尼安。 2天后，索杰在2比0击败圣米伦的比赛中首次代表希伯尼安出场。 在下一场和基马诺克的比赛中，索杰打进其在苏超联赛的首个进球。 索杰在2000/11赛季下半程出场15次，打进6球。但在2011/12赛季，索杰却沦为球队替补，2012年1月，希伯尼安同意索杰到比利时球队韋斯達路试训，并在1月31日宣布和他解约。
2012年3月3日，中国足球超级联赛球队天津泰达宣布和索杰签约。 他成为中国足球超级联赛历史上第一名英格兰籍球员。但他的表现平平，出场9次，仅在3月16日天津泰达客场1比2不敌青岛中能的比赛中射进一球。6月底，他和天津泰达正式解约并回到英格兰，之后在英甲球队普雷斯顿试训，凭借季前热身赛3场射进4球的表现，他在8月份和普雷斯顿签订一份短期合同。